# Kup Jugoslavije 1992-1993
La Kup Jugoslavije 1992-1993 (Coppa Jugoslava 1992-1993) fu la 2ª edizione della Kup Jugoslavije e la prima della Repubblica Federale di Jugoslavia.
La coppa fu vinta dalla Stella Rossa che sconfisse in finale il Partizan nel večiti derbi.

## Date e squadre partecipanti
```
Date:
[
1
]

Sedicesimi:
         15, 16 e 19 agosto 1992

Ottavi andata:
      8 e 9 settembre 1992

Ottavi ritorno:
     29 e 30 settembre 1992

Quarti andata:
      28 ottobre 1992

Quarti ritorno:
     3 e 4 novembre 1992

Semifinali andata:
  10 marzo 1993

Semifinali ritorno:
 14 aprile 1993

Finale andata:
      8 maggio 1993

Finale ritorno:
     15 maggio 1993
```

Prva liga
- Bečej
- Budućnost
- Napredak Kruševac
- Mačva Šabac
- Mogren
- OFK Belgrado
- Partizan
- Prishtina
- Proleter Zrenjanin
- Rad Belgrado
- Radnički Belgrado
- Radnički Niš
- Spartak Subotica
- Stella Rossa
- Sutjeska
- Vojvodina
- Zemun

Druga liga
- Borac Čačak
- Inđija
- Jastrebac Niš
- Mladost Lučani
- Novi Sad
- Radnički Kragujevac
- Rudar Pljevlja
- Zastava Kragujevac

Categoria sconosciuta
- AIK Bačka Topola
- Kabel Novi Sad
- Kom
- Mladost Goša
- Radnički Sombor
- Sloga Lipljan
- Teleoptik

## Sedicesimi di finale
| Squadra 1          | Risultato       | Squadra 2           |
| ------------------ | --------------- | ------------------- |
| Inđija             | 0 – 0 (5-4 dcr) | Rad Belgrado        |
| AIK Bačka Topola   | 2 - 1           | Napredak Kruševac   |
| Novi Sad           | 2 - 0           | Spartak Subotica    |
| Prishtina          | 2 - 3           | Vojvodina           |
| Jastrebac Niš      | 0 - 1           | Sutjeska            |
| Kabel Novi Sad     | 3 - 1           | Bečej               |
| Kom                | 2 - 1           | Borac Čačak         |
| Mladost Goša       | 1 - 4           | OFK Belgrado        |
| Mladost Lučani     | 2 - 1           | Radnički Kragujevac |
| Radnički Niš       | 0 - 1           | Mačva Šabac         |
| Radnički Belgrado  | 3 - 0           | Mogren              |
| Radnički Sombor    | 1 - 2           | Budućnost           |
| Rudar Pljevlja     | 1 - 4           | Partizan            |
| Sloga Lipljan      | 0 - 7           | Zemun               |
| Teleoptik          | 0 - 5           | Stella Rossa        |
| Zastava Kragujevac | 1 - 0           | Proleter Zrenjanin  |

## Ottavi di finale
| Squadra 1          | Totale    | Squadra 2         | Andata | Ritorno |
| ------------------ | --------- | ----------------- | ------ | ------- |
| Stella Rossa       | 8 - 3     | Radnički Belgrado | 3 - 2  | 5 - 1   |
| Novi Sad           | 3 - 0     | AIK Bačka Topola  | 3 - 0  | 0 - 0   |
| Kabel Novi Sad     | 3 - 4     | Inđija            | 2 - 1  | 1 - 3   |
| Kom                | 0 - 6     | Zemun             | 0 - 1  | 0 - 5   |
| Mladost Lučani     | 1 - 6     | Partizan          | 1 - 2  | 0 - 4   |
| Sutjeska           | 5 - 2     | Mačva Šabac       | 5 - 0  | 0 - 2   |
| Vojvodina          | 3 - 3 gfc | Budućnost         | 2 - 2  | 1 - 1   |
| Zastava Kragujevac | 3 - 3 gfc | OFK Belgrado      | 1 - 0  | 2 - 3   |

## Quarti di finale
| Squadra 1          | Totale    | Squadra 2    | Andata | Ritorno |
| ------------------ | --------- | ------------ | ------ | ------- |
| Zemun              | 6 - 1     | Inđija       | 5 - 1  | 1 - 0   |
| Novi Sad           | 2 - 5     | Partizan     | 1 - 1  | 1 - 4   |
| Sutjeska           | 2 - 3     | Stella Rossa | 2 - 1  | 0 - 2   |
| Zastava Kragujevac | 3 - 3 gfc | Budućnost    | 1 - 1  | 2 - 2   |

## Semifinali
| Squadra 1          | Totale | Squadra 2    | Andata | Ritorno |
| ------------------ | ------ | ------------ | ------ | ------- |
| Zemun              | 2 - 6  | Stella Rossa | 0 - 2  | 2 - 4   |
| Zastava Kragujevac | 0 - 6  | Partizan     | 0 - 4  | 0 - 2   |

## Finale
| Squadra 1 | Totale | Squadra 2    | Andata | Ritorno         |
| --------- | ------ | ------------ | ------ | --------------- |
| Partizan  | 1 - 1  | Stella Rossa | 1 - 0  | 0 - 1 (4-5 dcr) |

| Arbitro: | Radisav Rabrenović (Novi Sad) |

| |            | |
| Zahovič 29’ | Marcatori  | |
| Pandurović Stanojković Gudelj Jokanović Petrić Vujačić (Milošević) Zahović Mijatović Vorkapić (Nađ) Brnović Krčmarević | Formazioni | Milojević Vidaković Stojkovski Vasilijević Radinović (Petković) Božović Bandović (Momčilović) Kristić Drobnjak Adžić Ivić |
| Tumbaković | Allenatori | Živadinović |

| Arbitro: | Zdravko Jokić (Belgrado) |

| |                      | |
| Drobnjak 50’ | Marcatori            | |
| Ivić Vidaković Vasilijević Stojkovski Simeunović                                                                           | Tiri di rigore 5 – 4 | Jokanović Krčmarević Mijatović Gudelj Milošević                                                                  |
| (Simeunović) Milojević Vidaković Stojkovski Vasilijević Momčilović Božović Adžić Kristić Drobnjak (Petković) Maslovar Ivić | Formazioni           | Pandurović Stanojković Gudelj Jokanović Petrić Vujačić Zahović Mijatović Vorkapić (Milošević) Brnović Krčmarević |
| Živadinović | Allenatori           | Tumbaković |